# Киљдинско језеро
Киљдинско језеро (рус. Кильдинское озеро) ледничко је језеро смештено у северном делу Мурманске области, на крајњем северозападу европског дела Руске Федерације. Цела површина језера административно припада Кољском рејону.
Киљдинско језеро је јако издужено у смеру североисток-југозапад, у дужини од око 8 километара, док је максимална ширина до једног километра. Површина језерске акваторије је свега 8 км², а површина језера лежи на надморској висини од 71 метра. Језеро се састоји из две целине међусобно повезане уском протоком. Има плувијално-нивални режим храњења. Обале су ниске и камените. На површини језера се налази неколико мањих острва.
Из југозападног дела језера отиче Киљдински поток преко ког је акваторија Киљдинског језера повезана са басеном реке Коле и Баренцовим морем.
Језеро се налази на свега око 5 километара од Мурманска и популарно је рекреационо одредиште за његово становништво, наролито током летњих месеци. на око два километра југозападно од језера је варошица Киљдинстрој.